# Peter Banks
Peter Banks, pseudonimo di Peter William Brockbanks (Barnet, 15 luglio 1947 – Londra, 7 marzo 2013), è stato un chitarrista britannico.
Fu il primo chitarrista del gruppo rock progressivo Yes.

## Storia

### Prima degli Yes
Banks ricevette la sua prima chitarra folk in dono dal padre quando era ancora un bambino, dimostrando subito una notevole predisposizione per lo strumento. Da adolescente imparò anche il banjo. Nel 1966 formò il gruppo The Syn con Chris Squire, abbreviando il proprio cognome in "Banks". Nei Syn suonavano anche Clive Bailey alla chitarra ritmica e Andrew Jackman alle tastiere; il primo è noto anche per aver composto il primo singolo degli Yes, il secondo per aver curato gli arrangiamenti orchestrali di alcuni album degli Yes e di Squire. I Syn incisero due singoli, e si sciolsero nel 1967.
Nel 1968 Banks suonò per un breve periodo con un gruppo chiamato Neat Change (con i quali incise un altro singolo) e poi tornò a unirsi a Squire in un nuovo gruppo, i Mabel Greer's Toyshop, che comprendeva già anche Jon Anderson alla voce, Tony Kaye alle tastiere e Bill Bruford alla batteria. Quando il gruppo decise di cambiare nome, fu proprio Banks a suggerire il nome "Yes".

### Carriera negli Yes
Banks suonò nei primi due album degli Yes, l'album omonimo di debutto e Time and a Word. Durante la registrazione di quest'ultimo, Anderson e Squire insistettero per avere un arrangiamento di orchestra sinfonica. L'orchestra però lasciò poco spazio a Banks e Kaye, al punto che gran parte dei riff di chitarra composti e studiati da Banks durante le prove finirono per essere affidati agli archi. Forse per questo motivo, Banks abbandonò il gruppo dopo le prime date del tour promozionale dell'album. Un'altra ipotesi sui motivi del suo abbandono è questa: si pensa che si sia trattato di un atto di solidarietà verso l'amico e manager del gruppo, Roy Flynn, cacciato nello stesso periodo da Squire, Anderson e Bruford; Flynn e Banks, in effetti, mantennero poi un lungo rapporto di collaborazione e amicizia, infatti quando venne licenziato Roy Flynn, egli già da un po' riteneva quasi chiusa la sua esperienza con gli Yes.

### Gli anni '70
Uscito dagli Yes agli inizi del 1970, Banks si dedicò per qualche tempo alle collaborazioni, supportando la band Blodwyn Pig negli ultimo mesi del 1970 e suonando come session man in un album di Chris Harwood. Nel 1971 formò un gruppo chiamato Flash, che incise un album omonimo nel 1972, raccogliendo un buon successo. Quando Kaye lasciò il gruppo, Banks acquisì il doppio ruolo di chitarrista e tastierista. I Flash incisero un altro album (In the Can) sempre nel 1972 e un altro ancora, l'ultimo (Out of Our Hands) nel 1973.
Nel frattempo, Banks conobbe Jan Akkerman (membro del gruppo Focus) e i due iniziarono a lavorare a un album insieme. Banks partecipò ad un album di Roger Ruskin Spear. Nel 1973, Banks realizzò Two Sides of Peter Banks con una squadra di grandi musicisti che includeva Akkerman, il bassista John Wetton, il batterista Phil Collins, il chitarrista Steve Hackett e due membri dei Flash, Ray Bennett e Mike Hough.
Mentre tentava di riformare i Flash, Banks contattò numerosi musicisti, tra cui la cantante Sydney Foxx, che divenne poi sua moglie. Il nuovo gruppo alla fine fu chiamato Empire e registrò tre album (l'ultimo nel 1980) che però furono pubblicati solo nella metà degli anni novanta, sebbene uno di essi sia comparso precedentemente come "bootleg semi-ufficiale" nel 1981. In seguito Banks e la Foxx divorziarono (anche musicalmente).
In termini di pubblicazioni ufficiali, nella seconda metà degli anni settanta Banks comparve solo come session man in lavori altrui, per esempio con Lonnie Donegan (nel 1977) e Jakob Magnusson (1979).

### Gli anni '80 e '90
Nel 1986, Banks collaborò all'album Romeo Unchained di Tonio K, per poi sparire dalle scene fino al 1993, anno in cui pubblicò un notevole album solista strumentale dal titolo Instinct, in cui lo stesso Banks suonava tutti gli strumenti. Anche l'album successivo Self Contained (1995) vide la partecipazione di un solo musicista (alle tastiere) oltre a Banks.
Nel 1997, Banks curò la pubblicazione di un doppio compact disc dal titolo Something's Coming, che riproponeva una collezione di brani registrati dal vivo dagli Yes per la BBC nel 1969 e 1970 (con Banks alla chitarra). (L'album apparve col titolo Beyond and Before negli Stati Uniti).
Un altro tesoro dissepolto in quell'epoca (1998) fu Psychosync, una registrazione live dei Flash del 1973. Nel frattempo, fra il 1995 e il 1997, furono pubblicati gli album degli Empire (uno all'anno). Banks collaborò anche alla raccolta di brani degli Yes Tales from Yesterday (1995) con una versione solista del brano Astral Traveller (da Time and a Word). Nel 1997 apparve nell'album Big Beats e nel 1999 in Encores, Legends and Paradox, un tribute album dedicato a Emerson, Lake & Palmer. Sempre nel 1999 suonò in Come Together People of Funk, un EP dei Funky Monkey. (Un membro dei Funky Monkey, il tastierista Gerard Johnson, aveva collaborato a numerosi progetti di Banks negli anni '90).
Nel 1999 apparve il suo successivo album solista, Reduction, e nel 2000 fu la volta di una raccolta di brani inediti dal titolo Can I Play You Something?. La copertina di questo album mostra Banks all'età di 8 anni, con la sua prima chitarra; fra i brani si trovano alcuni lavori dei Syn, dei Mabel's Greer Toyshop e degli Yes, inclusa una vecchissima versione del brano Beyond and Before.
Uno dei brani di Can I Play You Something, Lima Loop, ha un significato speciale. Lima (capitale del Perù) divenne un luogo molto importante per Banks. Una fan degli Yes peruviana contattò Banks attraverso una chat su Internet, e i due si sposarono proprio a Lima. Banks visse in Perù per qualche mese nel 1999, e fu presente al primo e unico concerto degli Yes in quella nazione. Poi Banks tornò a vivere in Inghilterra con la moglie.

### Ultimo periodo
Dal 1998 corrono voci secondo cui Banks avrebbe inciso segretamente materiale insieme a Geoff Downes, forse per gli Asia. Nessuna di queste voci è stata confermata, ma effettivamente Banks e Downes sono apparsi insieme a un Yesfestival del 1998. Banks si dilettava anche nel suonare con piccole band locali, specialmente tribute band dedicate agli Yes.
Fra le ultime collaborazioni di Banks si possono citare l'album Jabberwocky e Hound of the Baskervilles (2002), di Oliver Wakeman (figlio di Rick) e Clive Nolan.
Banks è stato trovato morto all'interno della sua casa a Londra il 7 marzo 2013.
Crossover è un album del 2020 con il violinista David Cross, basato sulle registrazioni del 2010